# PGC 16720
LEDA/PGC 16720 ist eine Linsenförmige Galaxie vom Hubble-Typ SB0 im Sternbild Maler am Südsternhimmel, die schätzungsweise 188 Millionen Lichtjahre von der Milchstraße entfernt ist. Gemeinsam mit NGC 1803 bildet sie ein gravitativ gebundenes Galaxienpaar.